# Gymnogobius opperiens
Gymnogobius opperiens är en fiskart som beskrevs av Stevenson 2002. Gymnogobius opperiens ingår i släktet Gymnogobius och familjen smörbultsfiskar. Inga underarter finns listade i Catalogue of Life.